# فينيسيوس خوسيه تيكسيرا
فينيسيوس خوسيه تيكسيرا (بالبرتغالية: Vinícius Elias Teixeira‏) هو لاعب كرة الصالات ‏ ولاعب كرة قدم برازيلي، ولد في 31 ديسمبر 1977 في كويابا في البرازيل. شارك مع منتخب البرازيل لكرة الصالات. أما مع النوادي، فقد لعب مع أتلتيكو مينييرو.

## وصلات خارجية
- فينيسيوس خوسيه تيكسيرا على موقع الاتحاد الدولي (مؤرشف)  (الإنجليزية)